# Мансон, Патрик
Сэр Патрик Мэнсон (англ. Patrick Manson; 3 октября 1844, Олдмедрум, Абердин, Шотландия — 9 апреля 1922, Лондон) — шотландский врач, паразитолог, Рыцарь Большого Креста Ордена Святого Михаила и Святого Георгия (англ. Knight Grand Cross (GCMG)). Его считают «отцом» современной паразитологии и тропической медицины.

## Биография

### Ранние годы

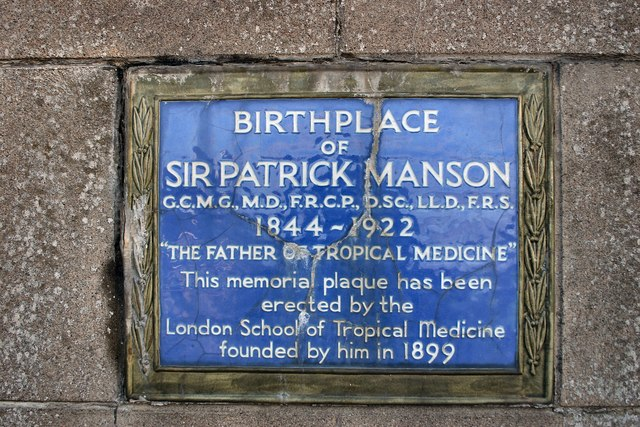
Мемориальная плита на месте рождения Патрика Мэнсона в Олдмедруме

Патрик Мэнсон родился в Олдмедруме, вторым из семи детей семьи. Его мать, Элизабет Ливингстон, была дальним родственником исследователя и христианского миссионера Африки, Дэвида Ливингстона.
В детстве Мэнсона дразнили «скандинавским пиратом» благодаря его норвежскому происхождению. Современники описывали его как не сильно умного ребёнка, но с большой заинтересованностью в получении новых знаний. Он рос в пресвитерианской семье, в которой отличался хорошей памятью. Когда он подрос, то окружающие отметили его интерес к столярной работе, механике, крикету и охоте с дробовиком. В 15-летнем возрасте он начал работать на кузнецком заводе в Абердине, но расстройство здоровья помешало ему продолжать занятие, потому что он получил искривление позвоночника и парез правой руки.

### Медицинское образование
После неудач в кузнечном деле Мэнсон решил обучаться медицине в Абердинский университете. Есть предположение, что выбор медицинского направления был сознательным. Согласно этой теории немногим ранее Патрик застрелил взбесившегося кота, дробь рассекла его внутренности, и там юноша увидел гельминта, что заинтересовало его в дальнейшем изучать паразитов.
Мэнсон упорно учился и окончил университет, сдав выпускные экзамены, в 20 лет. Он вынужден был ждать, чтобы получить степень доктора медицины, до необходимого по закону 21 года. При этом он посещал клиники, госпитали, лаборатории и медицинские музеи изучая особенности их деятельности. Первой научной работой Мэнсона стало исследование изменений внутренней сонной артерии, которую он написал в то время, как был помощником врача в Даргемском районном госпитале для душевнобольных («англ. Durham County Lunatic Asylum»). Он лично сделал 17 вскрытий умерших психически больных, которые дали ему необходимую патоморфологическую основу для его научной работы. В своей диссертации он рассуждал, что тяжесть патологии головного мозга у тех больных коррелирует с диаметром их аневризмы внутренней сонной артерии, что схоже с ситуацией при циррозе печени, когда идет расширение воротной вены вследствие возникновения портальной гипертензии. Именно за эту работу ему присудили степень доктора медицины (англ. MD) в Абердинском университете.

### Работа на Формозе
В 1866 году Мэнсон, воодушевлённый своим старшим братом, который работал в Шанхае, согласился занять должность медицинского сотрудника в таможенной службе Формозы. Мэнсон пробыл в плавании в течение 3 месяцев, обогнув Африку через мыс Доброй Надежды, прошел Мадагаскар, и прибыл в Такао на Формозе. Здесь его ежедневными обязанностями было осматривать суда, заходившие в порт, лечить их экипажи, собирать и сохранить метеорологические записи. Его единственными инструментами обследования больных было сочетание клинического исследования, ручной линзы и хорошего учёта данных о пациентах. Он научился извлекать пиявок из носа больных безболезненным способом замачивания и расслабления пиявки гипертоническим раствором. Он успешно лечил европейских пациентов, у которых развился синдром тропической печени после того, как они съедали много мяса и вина (вероятно, острый жировой гепатоз), назначением тяжёлых гимнастических упражнений и диеты.
Хотя Мэнсон жил среди небольшой общины из 16 европейцев, он охотно общался с местными жителями, изучил китайский язык и местные диалекты. Есть предположение, что Мэнсон был задействован до борьбы между японскими и китайскими группировками за контроль над островом. Мэнсон похоже отдавал предпочтение китайцам и, возможно, принимал участие в закупке пони для китайских войск. В начале 1871 года он посоветовал британскому консулу ехать в Сямэнь, и сам переехал туда с британской миссией. Вскоре его младший брат Дэвид приехал к нему и оставался с Патриком в течение 2 лет. Сямэнь был высоко эпидемичным городом с массовым распространением малярии, брюшного тифа, денге и проказы. На то время 1 из 450 жителей был зараженным проказой. В 1877 году в Сямене состоялась эпидемия холеры, при этом 95 % населения заболели, а 2 % умерли. Младший брат Мэнсона также умер в Сямене в 1878 году.
Патрик Мэнсон, благодаря значительному количеству осмотренных больных, достаточно быстро стал опытным специалистом, способным поставить сложный диагноз. Кроме этого Патрик делал много сложных операций больным слоновостью, которые были настолько искажены, что их бросали близкие. Считается, что только за 1871 год Мэнсон вырезал не меньше тонны тканей у этих пациентов. Таким образом он завоевал авторитет как себе, так и западной медицине в восточной среде. Однако Мэнсон был удивительно скромным, не считал себя удачным хирургом, а сравнивал с искусным плотником. Его скромность была преувеличенной, ведь именно тогда он добился успешных результатов в хирургическом лечении распространенного в этом регионе абсцессв печени, который часто возникал при амебиазе. Мэнсон изобрел несколько хирургических инструментов, которые давали ему возможность удачно удалять гной из абсцесса. Он был уважаемым не только за его медицинские достижения, местные жители считали его одним из лучших охотников на тигров.
Принимая во внимание психологию китайских пациентов, он изменил, в отличие от других европейских врачей, свои профессиональные действия, уличные зеваки и родственники больных могли подсматривать через широкие стеклянные окна, наблюдать за его работой. Весь процесс пребывания пациента под наркозом, создание безболезненности хирургической процедуры удаление опухолей и камней, восстановление после анестезии были открыты для публики. Таким образом, благодаря наблюдательности, гуманизму и уважительному отношению Мэнсон заслужил успех местных жителей и изменил их отношение к западной медицине. Поняв, что главным в улучшении медицинского статуса жителей Сяменю принадлежит профилактике, он уделил таким мероприятиям много внимания. Мэнсон пропагандировал проведения вакцинации против натуральной оспы, в частности, назначив своего китайского подчиненного главным публичным вакцинатором города. Мэнсон научил много местных хирургов, которые открыли свою практику в отдаленных районах города, что только увеличивало качество медицинской помощи. Но местный лидер британской христианской общины отказал Мэнсону в работе с прихожанами, поэтому Патрик был вынужден лечить только больных в портовой больнице. В 1875 году Мэнсон вернулся в Лондон, где вступил в брак с Изабеллой Генриеттой Турнбулл, которая родила от него трёх сыновей и дочь.

## Научная деятельность
За год пребывания в Лондоне Мэнсон заинтересовался хирургией глаза, приобрел практические навыки и соответствующий инструментарий. В течение этого времени он попытался найти информацию о паразитарных заболеваниях, заметил, что её было крайне мало. Он нашел сообщение Тимоти Льюиса о том, как тот нашел нематоду "Filaria sanguinis hominis в крови и моче индийского пациента, которой страдал от хилурии. Это поразило Мэнсона, ведь в Сямене он часто лечил больных слоновость, которые имели хилурию. Мэнсон приобрел складной световой микроскоп, и 1876 году вместе с женой вернулся к Сямэня.
Использовав микроскоп, Мэнсон вскоре обнаружил, что микрофилярии были в изобилии в крови больных со слоновостью. Он отметил тот факт, что покрыты оболочкой, энергично активные микрофилярии оставались неизменными в крови пациентов при температуре тела, но потом сбрасывают оболочки при комнатной температуре в тропическом регионе. Он проследил изменения микрофилярий в пищеварительном тракте самок «Culex fatigans», когда их кормили зараженной человеческой кровью. После вскрытия сотни таких комаров, Мэнсон обнаружил, что микрофилярии подвергаются метаморфозам и мигрируют из желудочно-кишечного тракта к грудной мышце комаров. В 1899 году Томас Бэнкрофт показал, что зараженные комары могут передавать паразита обратно к человеку через укусы. Вскоре, Мэнсон успешно обнаружил взрослых червей «Wuchereria bancrofti» со всеми этапами развития микрофилярий в пределах лимфатической циркуляции, страдающих вухерериозом и слоновостью, таким образом, описав полный жизненный цикл этого филяриатоза, показав, как от человека к человеку происходит передача данного возбудителя через комаров-переносчиков.

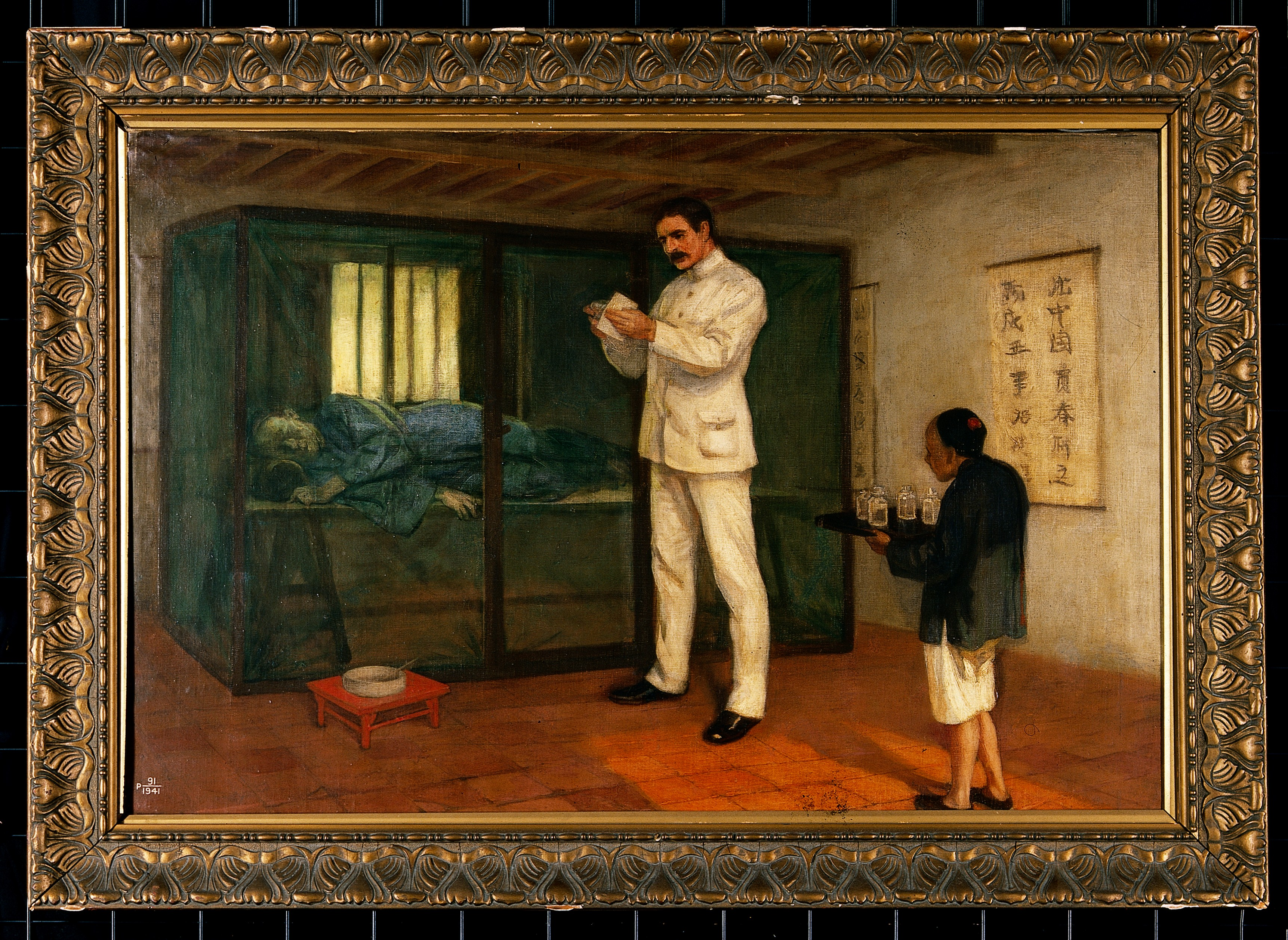
Эрнст Борд — Патрик Мансон проводит эксперимент с filaria sanguinis-hominis

Открытие роли комаров, как промежуточного хозяина в жизненном цикле и передачи трансмиссивных патогенных микроорганизмов, пришло только после придирчивых и кропотливых исследований.
…Мэнсон построил небольшой дом, покрытый тонкой противомоскитной сеткой. Он заставлял инфицированных микрофиляриями пациентов, в том числе своего садовника, спать в этом доме. Ночью на короткое время открывались окна и зажигался свет, чтобы привлечь насекомых. Наутро сетка была полна напитавшихся комаров. «Улов» оглушали табачным дымом, метили и переносили в стеклянные флаконы, для последующего препарирования Мэнсоном и микроскопии.
Из двух сотен образцов крови, обследованных Мэнсоном, пятнадцать содержали микрофилярии. Люди, у которых они были взяты имели некоторые признаки слоновости или определённые признаки болезни, чаще всего возвратную лихорадку и отеки. После изучения 670 человек, он обнаружил, что 1 из каждых 10,8 пациентов в Сямени был заражен, а частота заражения в молодом возрасте составляет 1 к 17,5, тогда как у пожилых людей — 1 к 3. Мэнсон был очень дотошным ученым, он также обнаружил ночную периодичность микрофиляриемии. Путем подсчета количества микрофилярий в крови инфицированных больных, Мэнсон обнаружил, что их число достигало максимума около полуночи, что объяснялось с человеческим временем отхода ко сну и наибольшей активностью комаров.
Его результаты исследования были опубликованы в журнале Лондонского зоологического общества имени Линнея в 1878 году. После того, как его работу зачитали на собрании общества, один из присутствующих сказал, что «то, что они слышали, представляет собой либо работу гения или, более вероятно, эманации пьяного шотландского врача в далеком Китае, где все знают, что они пьют слишком много виски». Но впоследствии эксперименты Мэнсона были воспроизведены и его комариная гипотеза получила широкое признание.

## Отношения с Рональдом Россом
Мэнсон обнаружил в крови больных малярией паразитарного агента (который позже стал известен как мужской гаметоцит) и наблюдал это у многих заражённых в течение длительного времени. Он сообщил об этой находке Рональду Россу и призвал его взяться за эту важную часть исследований в Индии. В период наставничества Мэнсона Рональд Росс написал 110 писем ему, тогда как Мэнсон ответил только на 85, где указывал на пробелы в знаниях, проблемы экспериментальной методологии научного анализа, выражал поддержку и поощрение. После завершения Россом описания жизненного цикла малярийного плазмодия в комаре в 1898 году, Росс писал Мэнсону: «Какое это прекрасное открытие. Я осмелюсь хвалить его, потому что оно принадлежит Вам, а не мне». Однако, в последующие годы после того, как Росс получил Нобелевскую премию по медицине, он изменил свое отношение и стал дискредитировать Мэнсона.

## Дальнейшие научные исследования и врачебная карьера
В 1880 году в Сямене, во время осмотра больного, проводимого Мэнсоном, возымел место эпизод резкого и громкого кашля. Больной откашлял кровавую мокроту, которую не смог направить в плевательницу и она оказалось на ковре приемной. Мэнсон не побрезговал взять образцы и подвергнул их микроскопии, обнаружив в яйца гельминтов. Мэнсон их поместил их в кюветы с физраствором и спустя две недели, в условиях тропиков, из них образовались реснитчатые существа. Мэнсон позже выяснил, что таким образом он через счастливую случайность обнаружил яйца гельминта «Paragonimus westermanii» (устаревшее — «Distoma ringeri»), который вызывает парагонимоз, при котором поражаются легкие и происходит кровохарканье. Он предположил, что для передачи этого гельминта в воде должен быть промежуточный хозяин в пресной воде, скорее всего такой, как улитка, что нужно для завершения жизненного цикла «Paragonimus westermanii». Гипотезу Мэнсона окончательно подтвердил в 1916 году Накагава. Теория Мэнсона о наличии промежуточных хозяев — улиток была позже успешно применена к выявлению эпидемиологических особенностей передачи шистосомозов.

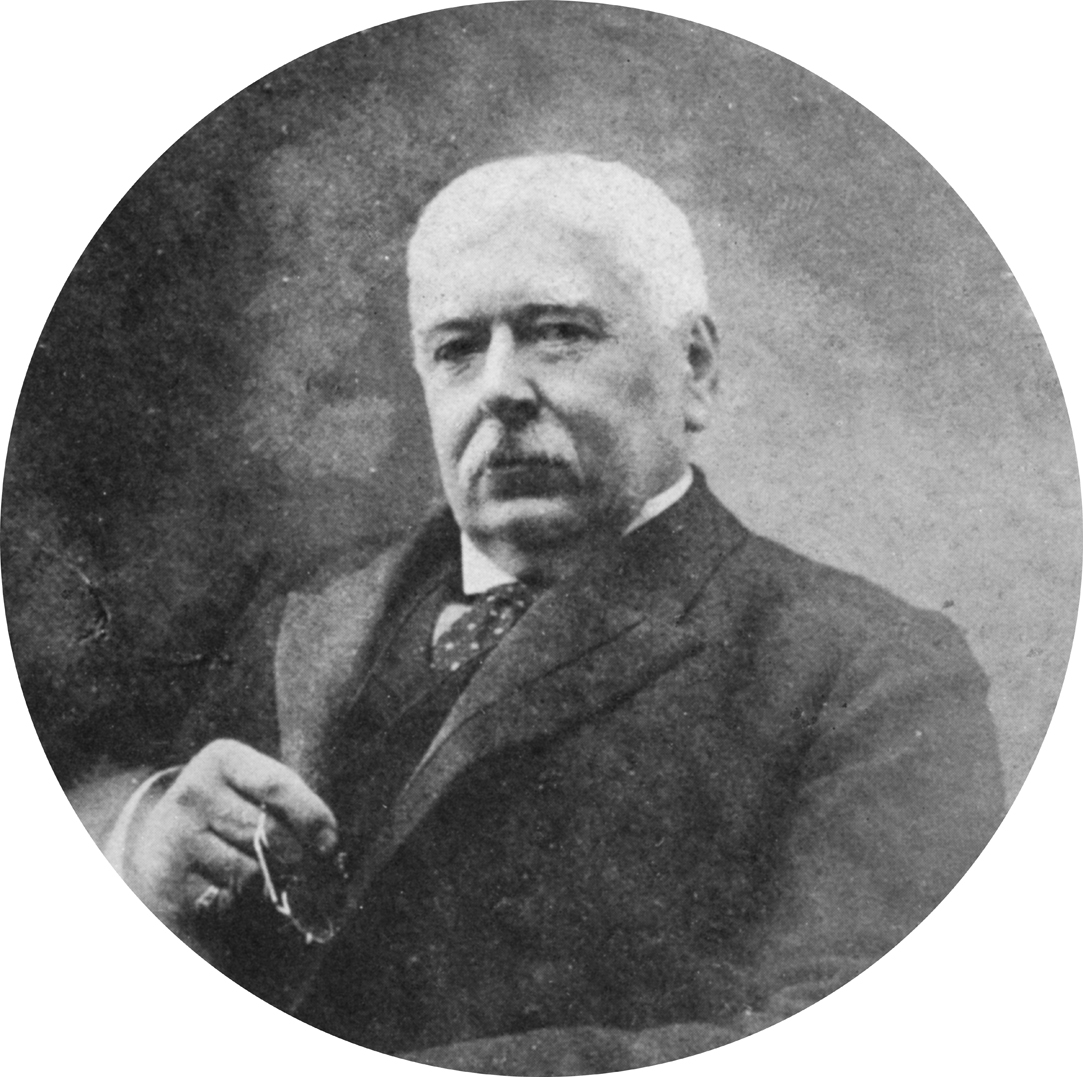
Патрик Мэнсон в рабочем кабинете

Через 5 лет пребывания в Такао и 11 лет в Сямене Мэнсон решил переехать в Гонконг. Он создал успешную частную медицинскую практику, которая привлекала многих европейцев и богатых китайских пациентов. Работая в гражданской больнице для европейцев, он основал Мемориальный госпиталь Алисы при поддержке Лондонского миссионерского общества. Эта больница обслуживала китайских пациентов и также была клиникой для китайского Гонконгского Медицинского колледжа, который был предшественником университета Гонконга. Он был основателем и деканом, который в своей инаугурационной речи 1 октября 1887 года подчеркнул роль колледжа в медицинском образовании, в популяризации западной медицинской практики, в борьбе против невежества, суеверий и устаревших традиций феодальной династии Цин. Среди первых выпускников — китайских медиков этого колледжа был отец нового Китая, Сунь Ятсен. Есть свидетельства, что Мэнсон в дальнейшем прятал Сунь Ятсена от преследования китайской полиции за его революционную деятельность. В 1886 году Мэнсон также основал медицинское общество в Гонконге, в работе которого уделил внимание устранению пробелов в подготовке врачей в отношении инфекционных и паразитарных болезней.
Несмотря на серьёзную занятость вопросами организации медицинского обеспечения и обучения Мэнсон продолжал свою врачебную практику. В частности, в ноябре 1887 года он осмотрел тогдашнего премьер-министра Китая Хунг-Чанг Ли, у которого китайские врачи подозревали рак языка. Мэнсон на тот момент имел нападение подагры, но это не помешало ему подняться на борт корабля, на котором был премьер, и блестяще провести исследование, в результате которого он установил у премьера наличие подъязычного абсцесса, который Мэнсон раскрыл и осушил. Хунг-Чанг Цзы был настолько поражен этим, что в дальнейшем беспрекословно поддерживал Мэнсона и стал покровителем Гонконгского медицинского колледжа.
Кроме этого Мэнсон много внимания уделял профилактике инфекционных болезней в Гонконге. Так он стал инициатором завоза в регион коров из Шотландии и Австралии для обеспечения молоком и молочными изделиями детей, беременных и больных.

## Возвращение в Лондон
В 1889 году Мэнсон вернулся в Лондон и основал частную медицинскую практику с лабораторией. В это же время рн получил членство в Королевской коллегии врачей. успешно пройдя экзамен. Также он стал врачом больницы для моряков Дредноут, и был им в течение 6 лет. Он активно пропагандировал необходимость специального образования в области тропической медицины. Он говорил: «Обучение в этой сфере медицины в Британии совсем недостаточно, чтобы претендовать на адекватность при применении в тропиках. Я говорю так настойчиво, опираясь на мой собственный опыт, мои собственные ошибки, чужие ошибки, что я видел». Это привело к сильным спорам со стороны коллег, и он был вынужден покинуть Дредноут. Но со временем врачи всё больше и больше убеждались в необходимости тропической медицины. Мэнсон ради этого основал Лондонскую школу гигиены и тропической медицины (англ. London School of Hygiene and Tropical Medicine) в 1899 году. В возрасте 55 лет Мэнсону пришлось проводить 3 часа в путешествиях туда и обратно, 9 миль два-три раза в неделю в течение выполнения им учебных обязанностей в школе. Он всегда был озабочен тем, как побудить постоянный интерес у будущих поколений врачей, чтобы побудить проведения необходимых наблюдений у пациентов и проводить эффективный контроль инфекционных заболеваний.
В 1892 году Мэнсона приняли в Общество моряцких госпиталей (англ. Seamen's Hospital Society). Тогда же он стал лектором из тропической медицины в госпитале Св. Георгия. В 1900 году его избрали членом Лондонского королевского общества и президентом Эпидемиологического Лондонского общества.
В 1903 году Патрику Мэнсону был пожалован английский дворянский титул, он был посвящён в Рыцари-командоры (англ. Knight Commander (KCMG) Ордена Святого Михаила и Святого Георгия, а в 1912 году в Рыцари Большого Креста (англ. Knight Grand Cross (GCMG) одноимённого ордена.
В 1904 году его наградили золотой медалью Фозергилла — научной наградой Лондонского Медицинского общества, а также присудили ему почетную степень доктора наук Оксфордского университета. В 1907—1909 годах учёный был первым президентом Королевского общества тропической медицины и гигиены. В 1912 году Лондонское королевское общество наградило Мэнсона научной наградой — медалью Эдварда Дженнера.
Умер Патрик Мэнсон от осложнений подагры, которой болел длительное время, 9 апреля 1922 года в Лондоне. Похоронили его на Алленвейльском кладбище в Абердине.
В 1923 году британское Королевское общество тропической медицины и гигиены ввело почетную научную награду (медаль Мэнсона) за выдающиеся исследования в этих областях медицины, которую назвал в честь Патрика Мэнсона. Ежегодно оно проводит в его честь рождественскую лекцию (англ. Manson Christmas Lecture).

## Научные достижения
Мэнсон сделал значительный вклад в изучение тропических болезней, в том числе, открытие гельминтов — «Filaria demarquaii» (сегодня — «Mansonella ozzardi»), «Filaria diurna» (сегодня — «Loa loa»), «Filaria perstans» (сегодня — «Mansonella perstans»), «Bothriocephalus mansoni» (также — «Spirometra или Diphyllobothrium mansonoides»), «Schistosoma mansoni», патогенного грибка «Trichophyton concentricum», который вызывает один из видов лишая. Идентификация этих организмов, как патогенов человека, послужила основой для понимания сущности и профилактике этих инвазий.
Мэнсон получил множество престижных наград за выдающийся вклад в медицину. Эти взносы включали в себя не только его исследования по филяриях, но и открытие парагонимоза, паразитического червя у собак, а также достижения во многих сферах медицины, в том числе абсцессах печени, дерматологических заболеваний, изучение анкилостомидоза, индийского висцерального лейшманиоза, африканского трипаносомоза, шистосомозов, брюшного тифа, дифтерии, натуральной оспы, проказы, чумы, лихорадки денге, авитаминозы спру. Мэнсон, в частности, впервые совершил сжатия биоптата, взятого от больного проказой, чтобы избавить препарат крови и уколов в центр материала, он получал капельку жидкости, которую затем красил и исследовал под микроскопом, чтобы выявить возбудителя лепры.

## Память
В честь Патрика Мэнсона названы несколько таксонов животных:
- Mansonella[англ.] — род круглых червей, возбудителей серозных и подкожных мансонеллёзов.
- Mansonia[англ.] — род насекомых из семейства настоящих комаров.
- Schistosoma mansoni[англ.] — вид дигенетических сосальщиков, один из возбудителей шистосомоза.
- Bothriocephalus mansoni — вид ленточных червей.
- Spirometra mansoni — вид ленточных червей, один из возбудителей спарганоза.
- Diphyllobothrium mansonoides[англ.] — вид ленточных червей, один из возбудителей спарганоза.

## Основные труды Патрика Мэнсона
- Manson P. On the development of Filaria sanguis hominiand on the mosquito considered as a nurse. J Linn Soc (Zool) 1878;14:304-311.
- Manson P. Distoma ringeri. Med Times Gaz. 1881;2:8-9.
- Manson P. Remarks on an operation for abscess of the liver. Br Med J. 1892;1:163-167.
- Manson P. The necessity for special education in tropical medicine. Lancet. 1897;150:842-845.
- Manson’s Tropical Diseases : a Manual of the Diseases of Warm Climates (1898); 7th edition. 1921.
- Manson P. Diseases of the skin in tropical climates, p. 928—995. // Hygiene and diseases of warm climates. / Ed.: H. A. Davidson. — London: Young J. Pentland, 1893.
- Manson P. Report of a case of шистосомоз from the West Indies. Br Med J. 1902;2:1894-1895.
- Manson P. Lectures on Tropical Diseases, 1905.
- Manson P. Diet in the Diseases of Hot Climates, 1908, with Charles Wilberforce Daniels (1862—1927 года).